# De Bult (Amsterdam)

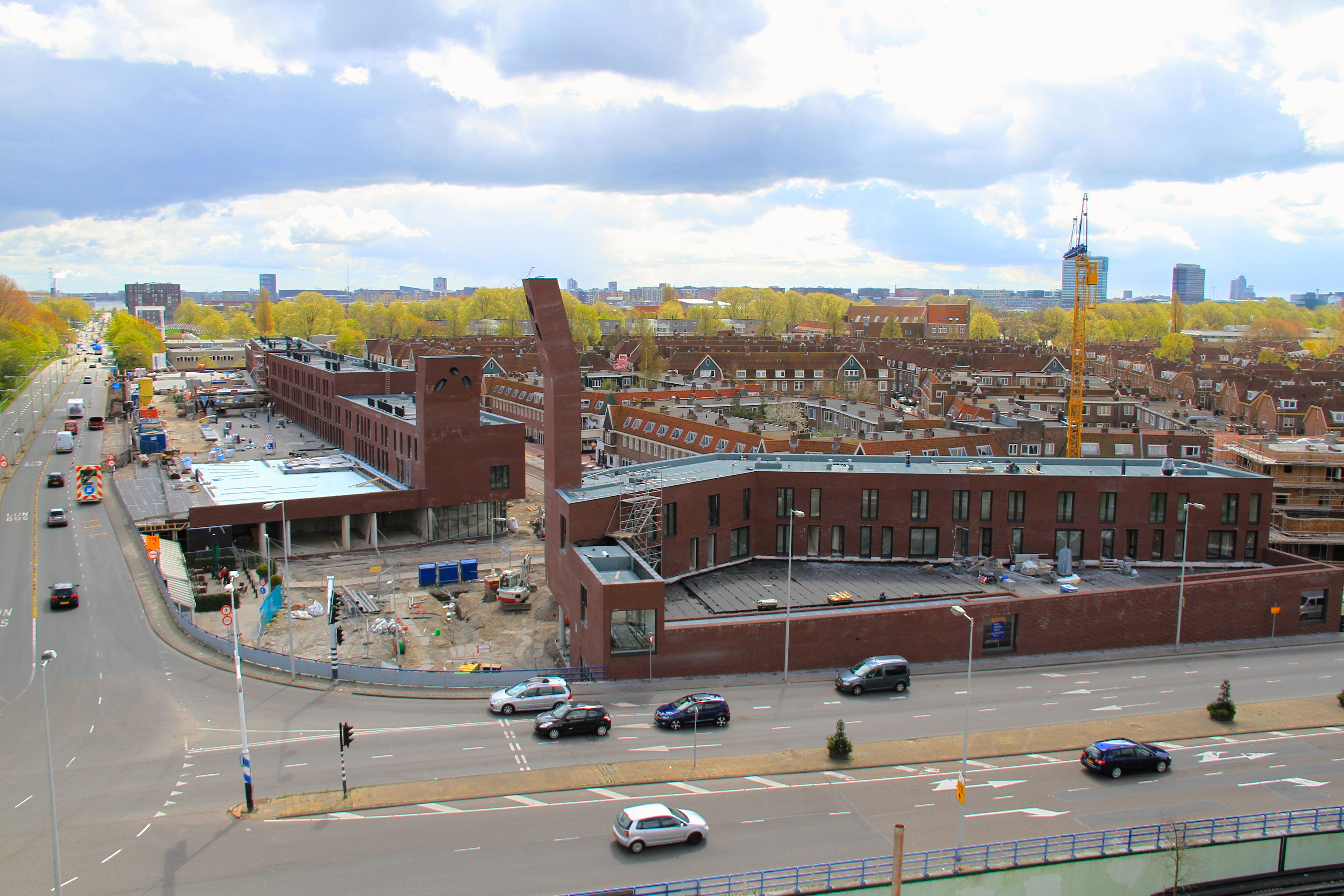
De Bult in 2016, linksonder

De Bult is de bijnaam van een T-kruising in Amsterdam-Noord uit 1967.
De officieuze benaming geldt voor de kruising Mosplein en de Johan van Hasseltweg. Die laatste is een verhoogd aangelegde snelweg en een aansluiting op de IJ-tunnel over het Mosveld en deelde dat terrein toen in twee delen. Het Mosplein vormt de verbinding tussen de Van der Pekstraat uit het zuiden en de Kamperfoelieweg naar het noorden. De Johan van Hasseltweg komt vanuit het oosten.
Een protest tegen het aanleggen van de verhoging stuitte nog op verzet. Verzetsstrijder, metaalarbeider en communist Pieter Cornelis de Vroome had vanuit hier opgeroepen de Februaristaking te ondersteunen.